# Leonor Watling
Leonor Watling   (Madrid, 28 de juliol de 1975) és una actriu i cantant espanyola.

## Biografia

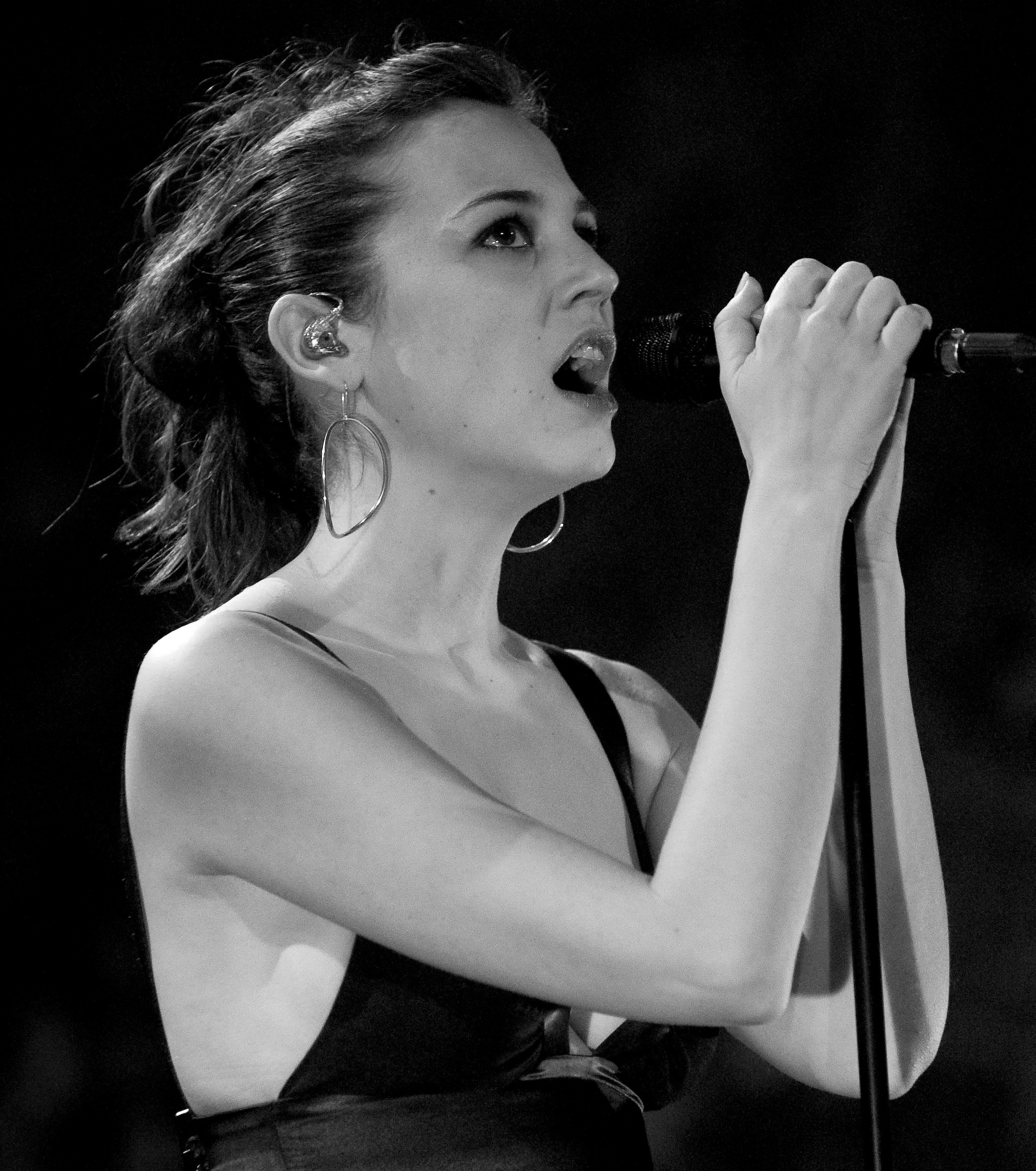
Leonor Watling a un concert de Marlango

Va néixer a Madrid el 28 de juliol de 1975, filla d'una britànica i un gadità. Als vuit anys va començar els seus estudis de ballet clàssic però va abandonar-los per una lesió al genoll. Com a actriu, va començar en teatre amateur a diversos centres culturals. El 1993 va debutar al cinema a la pel·lícula Jardines Colgantes de Pablo Llorca. Durant la seva infància era veïna del també actor Federico Celada.
Posteriorment es va traslladar a Londres per estudiar al Actor's Center. Va aparèixer a sèries de televisió com Hermanos de Leche, Farmacia de guardia i Querido maestro i es va centrar en el cinema a partir dels anys 90, especialment després de la seva nominació al premi Goya a la millor actiu protagonista per La hora de los valientes el 1998 d'Antonio Mercero. Des de llavors ha participat en múltiples pel·lícules i sèries de televisió, sent candidata i guanyant diversos premis.
En paral·lel a la seva carrera com a actiu, Leonor és la cantant i lletrista del grup Marlango.
La seva parella és el també cantant Jorge Drexler amb qui te dos fills.

## Filmografia
- Musa (2017)
- Mi otro yo (2014)
- Amor en su punto (2014)
- Panda Eyes (2013)
- The Food Guide To Love (2013)
- Ruido (cortometraje) (2013)
- Una pistola en cada mano (2012)
- Lo mejor de Eva (2012)
- If I Were You (2012)
- Viaje mágico a África (2010)
- Lope (2010)
- Los crímenes de Oxford (2008)
- Lezione 21 (2008)
- Belle du Seigneur (2007)
- Teresa: el cuerpo de Cristo
- Salvador (Puig Antich) (2006)
- Paris, je t'aime! (2006)
- Películas para no dormir: La habitación del niño (2006)
- Tirante el Blanco (2005)
- Malas temporadas (2005)
- La vida secreta de las palabras (2005)
- La increíble pero cierta historia de Caperucita Roja (2005)
- Prince of Persia: El alma del guerrero (2004, en este videojuego puso su voz a la emperatriz Kaileena)
- Inconscientes (2004)
- Crónicas (2004)
- La mala educación (2004)
- Mala leche (2003)
- El elefante del rey (2003)
- En la ciudad (2003)
- Mi vida sin mí (2002)
- Deseo (2002)
- Hable con ella (2002)
- A mi madre le gustan las mujeres (2002)
- Son de mar (2001)
- La espalda de Dios (2000)
- No respires, el amor está en el aire (1999)
- La hora de los valientes (1998)
- La primera noche de mi vida (1998)
- Grandes ocasiones (1998)
- Todas hieren (1997)
- Jardines colgantes (1993)

## Series de televisió
| Any            | Sèrie                                            | Canal     | Personatge     | Notes       |
| -------------- | ------------------------------------------------ | --------- | -------------- | ----------- |
| 1992 - 1993    | Farmacia de guardia                              | Antena 3  |                | 3 episodis  |
| 1994 - 1996    | Hermanos de leche                                | Antena 3  | Cris           | 18 episodis |
| 1995           | El día que me quieras                            | La 1      | Alicia         | 1 episodi   |
| 1997 - 1998    | Querido maestro                                  | Telecinco | Silvia         | 15 episodis |
| 1999           | Petra Delicado                                   | Telecinco | Emma           | 1 episodi   |
| 2000           | Raquel busca su sitio                            | La 1      | Raquel         | 25 episodis |
| 2006           | Películas para no dormir: La habitación del niño | Telecinco | Sonia          | TV-Movie    |
| 2017           | Pulsaciones                                      | Antena 3  | Blanca Jiménez | 10 episodis |
| 2018           | Asesinato en la universidad                      | La 1      | Lara           | TV-Movie    |
| 2018 - present | Vivir sin permiso                                | Telecinco | Berta Moliner  | ¿? episodis |

## Discografia
- Technicolor (2018)
- El Porvenir (2014)
- Un día extraordinario (2012)
- Life in the treehouse (2010)
- The electrical morning (2007)
- Selection (2007)
- Automatic imperfection (special edition) (2006)
- Automatic imperfection (2005)
- Marlango (2004)

## Premis i candidatures
Premis Goya
| Any  | Categoria                                  | Pel·lícula                       | Resultat  |
| ---- | ------------------------------------------ | -------------------------------- | --------- |
| 2002 | Millor interpretació femenina protagonista | A mi madre le gustan las mujeres | Candidata |
| 1998 | Millor interpretació femenina protagonista | La hora de los valientes         | Candidata |

Fotogramas de Plata
| Any  | Categoria               | Pel·lícula                       | Resultat   |
| ---- | ----------------------- | -------------------------------- | ---------- |
| 2005 | Millor actriu de cinema | Malas temporadas                 | Candidata  |
| 2002 | Millor actriu de cinema | A mi madre le gustan las mujeres | Guanyadora |

Unión de Actores
| Any  | Categoria                              | Pel·lícula                       | Resultat   |
| ---- | -------------------------------------- | -------------------------------- | ---------- |
| 2003 | Millor actriu de repartiment de cinema | Mi vida sin mí                   | Guanyadora |
| 2002 | Millor actriu protagonista de cinema   | A mi madre le gustan las mujeres | Candidata  |

Círculo de Escritores Cinematográficos
| Any  | Categoria                    | Pel·lícula                       | Resultat   |
| ---- | ---------------------------- | -------------------------------- | ---------- |
| 2010 | Millor actriu                | Lope                             | Candidata  |
| 2003 | Millor actriu de repartiment | En la ciudad Mi vida sin mí      | Guanyadora |
| 2002 | Millor actriu                | A mi madre le gustan las mujeres | Candidata  |

Festival de Cine de Cartagena de Indias
| Any  | Categoria     | Pel·lícula                       | Resultat   |
| ---- | ------------- | -------------------------------- | ---------- |
| 2002 | Millor actriu | A mi madre le gustan las mujeres | Guanyadora |

Premis Sant Jordi de Cinematografia
| Any  | Categoria               | Pel·lícula                                                        | Resultat   |
| ---- | ----------------------- | ----------------------------------------------------------------- | ---------- |
| 1998 | Millor actriu espanyola | La hora de los valientes La primera noche de mi vida Todas hieren | Guanyadora |